# Historia general del Piru
La Historia general del Piru es una obra histórica sobre  conquista española de América del Sur, escrita por Martín de Murúa, hermano Mercedario, a la que Guamán Poma añadió ilustraciones. Esta obra, conservada en dos manuscritos antiguos, terminada en Poyanne en 1590 y Los Ángeles en 1613, fue publicada en los siglos XX y XXI.